# Межгюльский сельсовет
Межгюльский сельсовет  — административно-территориальная единица и муниципальное образование со статусом сельского поселения в Хивском районе Дагестана Российской Федерации.
Административный центр — село Межгюль.

## Население
| 2002  | 2010  | 2012  | 2013  | 2014  | 2015  | 2016  |
| ----- | ----- | ----- | ----- | ----- | ----- | ----- |
| 1358  | ↗1528 | ↘1485 | ↘1448 | ↘1432 | ↘1421 | ↗1431 |
| 2017  | 2018  | 2019  | 2020  | 2021  | 2023  | 2024  |
| ↘1426 | ↘1421 | ↗1423 | ↘1409 | ↘1333 | ↘1320 | ↘1297 |
| 2025  |       |       |       |       |       |       |
| ↘1276 |       |       |       |       |       |       |

## Состав
| № | Населённый пункт | Тип населённого пункта       | Население |
| - | ---------------- | ---------------------------- | --------- |
| 1 | Межгюль          | село, административный центр | ↘1035     |
| 2 | Чере             | село                         | ↘298      |